# 조니 어클락
조니 어클락(Johnny O'Clock)은 미국에서 제작된 로버트 로즌 감독의 1947년 범죄, 느와르, 드라마 영화이다. 딕 포웰 등이 주연으로 출연하였다.

## 출연

### 주연
- 딕 포웰
- 에블린 키예스

### 조연
- 리J.콥
- 엘렌 드류
- 니나 포크
- 토마스 고메즈
- 존 켈로그
- 짐 바논
- 마벨 페이지
- 필 브라운

## 제작진
- 의상: 진 루이스